# Gonialosa modesta
Gonialosa modesta és una espècie de peix pertanyent a la família dels clupeids.

## Descripció
- Pot arribar a fer 10 cm de llargària màxima.
- 22-28 radis tous a l'aleta anal.[5][6]

## Hàbitat
És un peix d'aigua dolça, pelàgic, amfídrom i de clima tropical (24°N-14°N).

## Distribució geogràfica
Es troba a Àsia: Myanmar.

## Observacions
És inofensiu per als humans.